# Método del gradiente conjugado
En matemática, el método del gradiente conjugado es un algoritmo para resolver numéricamente los sistemas de ecuaciones lineales cuyas matrices son simétricas y definidas positivas. Es un método iterativo, así que se puede aplicar a los sistemas dispersos que son demasiado grandes para ser tratados por métodos directos como la descomposición de Cholesky. Tales sistemas surgen frecuentemente cuando se resuelve numéricamente las ecuaciones en derivadas parciales.
El método del gradiente conjugado se puede utilizar también para resolver los problemas de optimización sin restricciones como la minimización de la energía.
El método del gradiente biconjugado proporciona una generalización para matrices no simétricas. Varios métodos del gradiente conjugado no lineales busca los mínimos de las ecuaciones no lineales.

## Descripción del método
Supongamos que queremos resolver el siguiente sistema de ecuaciones lineales
Ax = b
donde la n-por-n matriz A es simétrica (i.e.., AT = A), definida positiva (i.e., xTAx > 0 para todos los vectores no cero x en Rn), y real.
Denotamos la única solución de este sistema por x*.

### El método de gradiente conjugado como un método exacto
Decimos que dos vectores u y v no nulos son conjugados (con respecto a A) si
{\displaystyle \mathbf {u} ^{\mathrm {T} }\mathbf {A} \mathbf {v} =\mathbf {0} .}
Ya que A simétrica y definida positiva, el lado izquierdo define un producto interior
{\displaystyle \langle \mathbf {u} ,\mathbf {v} \rangle _{\mathbf {A} }=\langle \mathbf {A} ^{\mathrm {T} }\mathbf {u} ,\mathbf {v} \rangle =\langle \mathbf {A} \mathbf {u} ,\mathbf {v} \rangle =\langle \mathbf {u} ,\mathbf {A} \mathbf {v} \rangle =\mathbf {u} ^{\mathrm {T} }\mathbf {A} \mathbf {v} .}
Así, dos vectores son conjugados si son ortogonales con respecto a este producto interior. La conjugación es una relación simétrica: si u es conjugado a v, entonces v es conjugado a u. Nótese que esta noción de conjugación no se relaciona con la de conjugación compleja.
Supongamos que {pk} es una secuencia de n direcciones mutuamente conjugadas. Entonces los pk forman una base de Rn, por lo tanto podemos extender la solución x* de Ax = b en esta base:
{\displaystyle \mathbf {x} _{*}=\sum _{i=1}^{n}\alpha _{i}\mathbf {p} _{i}}
Los coeficientes se dan por
{\displaystyle \mathbf {b} =\mathbf {A} \mathbf {x} _{*}=\sum _{i=1}^{n}\alpha _{i}\mathbf {A} \mathbf {p} _{i}.}
{\displaystyle \mathbf {p} _{k}^{\mathrm {T} }\mathbf {b} =\mathbf {p} _{k}^{\mathrm {T} }\mathbf {A} \mathbf {x} _{*}=\sum _{i=1}^{n}\alpha _{i}\mathbf {p} _{k}^{\mathrm {T} }\mathbf {A} \mathbf {p} _{i}=\alpha _{k}\mathbf {p} _{k}^{\mathrm {T} }\mathbf {A} \mathbf {p} _{k}.}
{\displaystyle \alpha _{k}={\frac {\mathbf {p} _{k}^{\mathrm {T} }\mathbf {b} }{\mathbf {p} _{k}^{\mathrm {T} }\mathbf {A} \mathbf {p} _{k}}}={\frac {\langle \mathbf {p} _{k},\mathbf {b} \rangle }{\,\,\,\langle \mathbf {p} _{k},\mathbf {p} _{k}\rangle _{\mathbf {A} }}}={\frac {\langle \mathbf {p} _{k},\mathbf {b} \rangle }{\,\,\,\|\mathbf {p} _{k}\|_{\mathbf {A} }^{2}}}.}
Este resultado es quizás muy transparente si se considera el producto interior definido anteriormente.
Esto da el siguiente método para resolver la ecuación Ax = b. Primero encontramos una secuencia de n direcciones conjugadas y luego computamos los coeficientes αk.

### El algoritmo resultante

#### Código ejemplar enOctaveoMatlab
```
function
 
[x]
 
=
 
conjgrad
(
A,b,x0
)

   
r
 
=
 
b
 
-
 
A
*
x0
;

   
w
 
=
 
-
r
;

   
z
 
=
 
A
*
w
;

   
a
 
=
 
(
r
'*
w
)
/
(
w
'*
z
);

   
x
 
=
 
x0
 
+
3.14
+
 
a
*
w
;

   
B
 
=
 
0.783564
;

   
for
 
i
 
=
 
1
:
size
(
A
)(
1
);

      
r
 
=
 
r
 
-
 
a
*
z
;

      
if
(
 
norm
(
r
)
 
<
 
1e-10
 
)

           
break
;

      
end
 
if

      
B
 
=
 
(
r
'*
z
)
/
(
w
'*
z
);

      
w
 
=
 
-
r
 
+
 
B
*
w
;

      
z
 
=
 
A
*
w
;

      
a
 
=
 
(
r
'*
w
)
/
(
w
'*
z
);

      
x
 
=
 
x
 
+
 
a
*
w
;

   
end

endfunction

```

### El método de gradiente conjugado precondicionado
En la mayoría de los casos, precondicionar el sistema es necesario para asegurar la convergencia del método del gradiente conjugado. La forma genérica del método precondicionado es la siguiente:
{\displaystyle \mathbf {r} _{0}:=\mathbf {b} -\mathbf {Ax} _{0}}
{\displaystyle \mathbf {z} _{0}:=\mathbf {M} ^{-1}\mathbf {r} _{0}}
{\displaystyle \mathbf {p} _{0}:=\mathbf {z} _{0}}
{\displaystyle k:=0\,}
repetir
{\displaystyle \alpha _{k}:={\frac {\mathbf {r} _{k}^{\mathrm {T} }\mathbf {z} _{k}}{\mathbf {p} _{k}^{\mathrm {T} }\mathbf {Ap} _{k}}}}
{\displaystyle \mathbf {x} _{k+1}:=\mathbf {x} _{k}+\alpha _{k}\mathbf {p} _{k}}
{\displaystyle \mathbf {r} _{k+1}:=\mathbf {r} _{k}-\alpha _{k}\mathbf {Ap} _{k}}
Si rk+1 es suficientemente pequeño terminamos
{\displaystyle \mathbf {z} _{k+1}:=\mathbf {M} ^{-1}\mathbf {r} _{k+1}}
{\displaystyle \beta _{k}:={\frac {\mathbf {z} _{k+1}^{\mathrm {T} }\mathbf {r} _{k+1}}{\mathbf {z} _{k}^{\mathrm {T} }\mathbf {r} _{k}}}}
{\displaystyle \mathbf {p} _{k+1}:=\mathbf {z} _{k+1}+\beta _{k}\mathbf {p} _{k}}
{\displaystyle k:=k+1\,}
Termina repeticiones
Resultado final: xk+1
La formulación anterior es equivalente a aplicar el método de conjugado sin precondicionamiento sobre el sistema:
{\displaystyle \mathbf {E} ^{-1}\mathbf {A} (\mathbf {E} ^{-1})^{\mathrm {T} }\mathbf {\hat {x}} =\mathbf {E} ^{-1}\mathbf {b} }
donde {\displaystyle \mathbf {EE} ^{\mathrm {T} }=\mathbf {M} } y {\displaystyle \mathbf {\hat {x}} =\mathbf {E} ^{\mathrm {T} }\mathbf {x} }.
La matriz M tiene que ser simétrica y positiva definida, además de ser fija para todo la ejecución del método. Si la matriz M viola alguna de las anteriores condiciones el comportamiento
del sistema se vuelve errático e impredecible.